# Nokia Asha 501
Nokia Asha 501 – smartfon firmy Nokia, z serii niskobudżetowych smartfonów Nokia Asha. Został wypuszczony na rynek w czerwcu 2013 roku. Posiada dwie wersje – wersję z miejscem na jedną kartę SIM i wersję z miejscem na dwie karty SIM (tzw. dual SIM).

## Specyfikacja[1]

### Wyświetlacz
Smartfon posiada pojemnościowy, dotykowy wyświetlacz TFT o wielkości 3 cali i rozdzielczości 240 na 320 pikseli. Wyświetlacz jest zdolny wyświetlać 256 tysięcy kolorów.

### Pamięć
Nokia Asha 501 posiada pamięć o wielkości 128 MB i pamięć RAM o wielkości 64 MB. 

### Aparat
W telefonie jest tylko tylny aparat o rozdzielczości 3,15 megapiksela, bez lampy błyskowej. Istnieje możliwość nagrywania filmów w rozdzielczości 320p i 15 klatkach na sekundę.

### Komunikacja
Telefon posiada micro USB, WiFi, Bluetooth, GSM i radio FM.

### Zasilanie
Urządzenie posiada baterię litowo-jonową o pojemności 1200 mAh. 

## Funkcje dodatkowe[1]
- odtwarzacz MP3 i MP4;
- organizer;
- edytor zdjęć;
- alarm.